# Internazionali di Imola 2011
Gli Internazionali di Imola 2011 sono stati un torneo femminile di tennis giocato sul sintetico. È stata la 6ª  edizione del torneo degli Internazionali di Imola, che fa parte della categoria ITF 25 K nell'ambito dell'ITF Women's Circuit 2011. Il torneo si è giocato al Tozzona Tennis Park di Imola, dall'11 al 17 luglio 2011.

## Partecipanti

### Teste di serie
| Nazionalità | Giocatrice             | Ranking* | Teste di serie |
| ----------- | ---------------------- | -------- | -------------- |
| Georgia     | Margalita Chakhnašvili | 219      | 1              |
| Francia     | Audrey Bergot          | 269      | 2              |
| Italia      | Giulia Gatto-Monticone | 271      | 3              |
| Italia      | Julia Mayr             | 281      | 4              |
| Polonia     | Justyna Jegiołka       | 328      | 5              |
| Romania     | Cristina Dinu          | 374      | 6              |
| Portogallo  | Magali de Lattre       | 375      | 7              |
| Marocco     | Nadia Lalami           | 376      | 8              |

* Le teste di serie sono basate sul ranking al 4 luglio 2011

### Altre partecipanti
Le seguenti giocatrici hanno ricevuto una wild card per il tabellone principale:
- Maria Abramović
- Maria Masini
- Angelica Moratelli
- Francesca Palmigiano

Le seguenti giocatrici sono passate dalle qualificazioni:

- Milana Špremo
- Vivien Juhászová
- Erika Zanchetta
- Sabrina Baumgarten
- Giulia Gasparri
- Francesca Mazzali
- Lorenza Stefanelli
- Elisa Balsamo

## Campionesse

### Singolare
Giulia Gatto-Monticone ha battuto in finale  Federica Quercia con il punteggio di 6–1, 6–3.

### Doppio
Giulia Gatto-Monticone /  Federica Quercia hanno battuto in finale  Yuliana Lizarazo /  Scarlett Werner per walkover.